# Iglesia de San Benito Abad (San Cristóbal de La Laguna)
La iglesia de San Benito Abad, situada en el término municipal de San Cristóbal de La Laguna, isla de Tenerife (Canarias, España,) se encuentra ubicada en la calle Marqués de Celada. Las obras de construcción se remontan a mediados del siglo XVI caracterizándose por sus amplias dimensiones y su planta de tendencia rectangular. De esta iglesia parte cada año la Romería de San Benito Abad. San Benito es el histórico patrono de los campesinos y agricultores de la isla de Tenerife.
Es Bien de Interés Cultural, con categoría de Monumento.

## Fachada
En la sencilla fachada destaca la portada principal, enmarcada por un arco de medio punto en cantería roja, cuya rosca se encuentra ornada por tres finas molduras que descansan en un arquitrabe liso, del que parte el capitel y las columnas baquetonadas interrumpidas en la única grada que sirve de acceso a la puerta. Los capiteles de tendencia cónica están integrados por tres secciones, decorada la segunda con motivos geométricos. Sobre el arco, la ventana adintelada del coro presenta una moldura de piedra moderna. La fachada se completa con una sencilla espadaña de piedra, de forma rectangular con arcos de medio punto y remate mediante bolas pétreas. La base de la fachada se encuentra ocupada por sendos bancos en mampostería que enmarcan la portada. La techumbre a dos aguas con cubierta de teja árabe protege la nave, mientras que la capilla mayor se cubre con un tejado a cuatro aguas.
En una de las fachadas laterales aparece un pequeño vano, enmarcado por una moldura adintelada de cantería roja y vidrieras modernas. Junto a él, un arco de medio punto ligeramente rehundido da cabida a una cruz de madera. Se trata de una antigua puerta de acceso, hoy tapiada y cuyo arco de cantería aún pervive en el interior del templo. La cabecera de la iglesia es plana y a ella se une la sacristía, de fábrica reciente, mala calidad constructiva y que desvirtúa la morfología original del edificio.

## Interior
El amplio interior posee unas dimensiones de 26 m de largo, a los que se suman los casi 9 m del presbiterio; contando con una anchura de 8,50 m. A los pies de la nave existe un coro o tribuna alta, que ocupa todo su ancho y a la que se asciende por una escalera de caracol. Se apea sobre ménsulas de madera y en una columna de piedra con zapata lígnea. En un lateral de la tribuna aparece una pequeña escalera que conduce al campanario.
La armadura de par y nudillo que cubre la nave cuenta con un refuerzo de cinco tirantes dobles, decorados con aspas, crucetas, rombos y estrellas, descansando en ménsulas pareadas. El arco toral que la separa del presbiterio está construido con el mismo tipo de bloque de cantería roja y se apoya en medias columnas rematadas por finos baquetones de reminiscencias góticas. El artesonado del presbiterio se caracteriza por su estructura octogonal, con ocho faldones de par y nudillo unidos mediante lima bordón. Su harneruelo se encuentra ricamente decorado con motivos geométricos entrelazados. El retablo principal ocupa la pared del fondo, con sendas puertas que conducen al almacén y a la sacristía, respectivamente.